# Територије Пољске под анексијом Совјетског Савеза
Седамнаест дана након немачке инвазије на Пољску 1939. године, која је означила почетак Другог светског рата, Совјетски Савез је ушао у источне области Пољске (познате као Креси) и припојио територије укупне површине 20,1015 km2 (7,7612 sq mi) са популацијом од 13.299.000 људи. Становници су, поред етничких Пољака, били и Белоруси и Украјинци, као и Чеси, Литванци, Јевреји и друге мањинске групе.
Ове анектиране територије су накнадно укључене у Литванску, Бјелоруску и Украјинску Совјетску Социјалистичку Републику и остале су у склопу Совјетског Савеза 1945. као последица територијалних преуређивања широм Европе конфигурисаних током Техеранске конференције 1943. Пољска је за овај територијални губитак надокнађена предратним немачким источним територијама, на рачун губитка својих источних региона. Режим Пољске Народне Републике описао је те територије као „Враћене територије“. Број Пољака у Кресима 1939. године износио је око 5,274 милиона, али након етничког чишћења 1939-1945 које су спроводили нацистичка Немачка, Совјетски Савез и украјинске националистичке снаге, број Пољака је сведен на приближно 1,8 милиона становника.
Територија Пољске после Другог светског рата била је нешто мања од површина земље пре 1939. године, смањивши се за приближно 77,000 km2 (29,730 sq mi) (отприлике једнако територијама Белгије и Холандије заједно).